# 棕尾褐鶲
棕尾褐鶲又名棕尾褐鶲，为鶲科鶲属的鸟类。
紅尾鶲 （Muscicapa ferruginea） 是鶲科的一種鳥類。
它分佈於孟加拉、不丹、中國、印尼、日本、寮國、馬來西亞、緬甸、尼泊爾、菲律賓、印度、新加坡、台灣、泰國和越南。它的自然棲地是亞熱帶或熱帶的潮濕山地森林。
在中国大陆，分布于甘肃、陕西、四川、云南、西藏、贵州、广东、福建、海南等地。该物种的模式产地在尼泊尔。

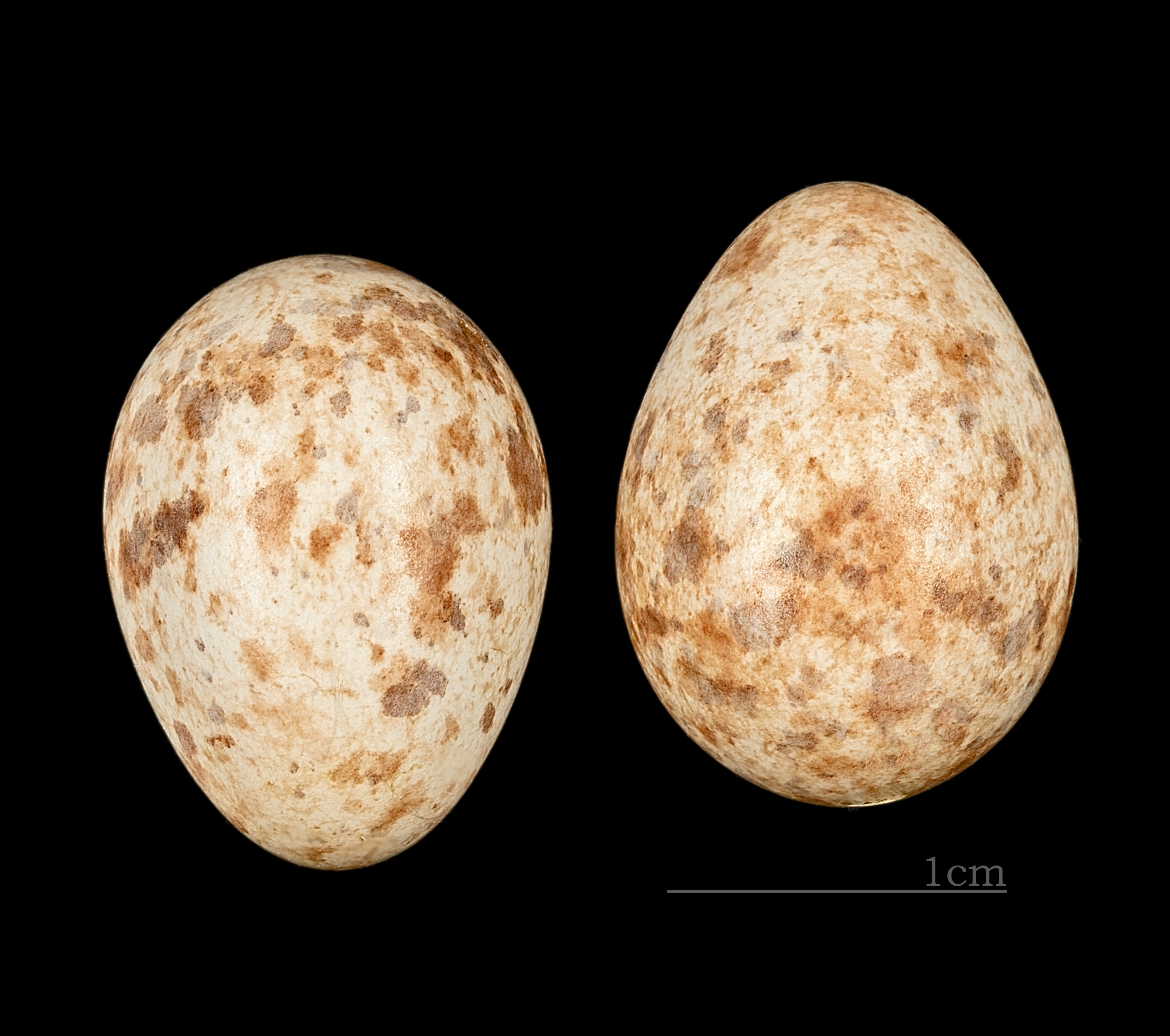
Muscicapa ferruginea 的卵, MHNT

## 圖庫

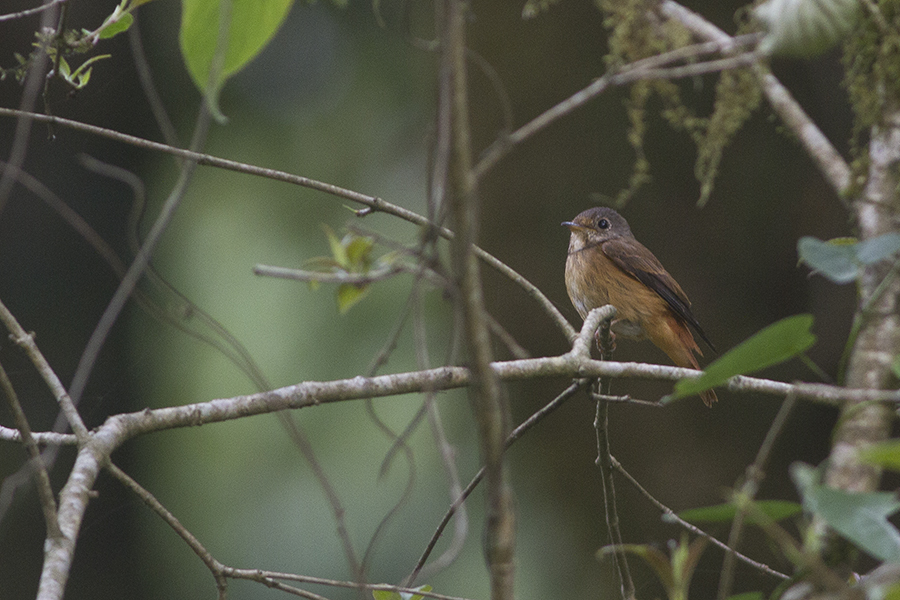
干城章嘉國家公園, 西錫金，印度.
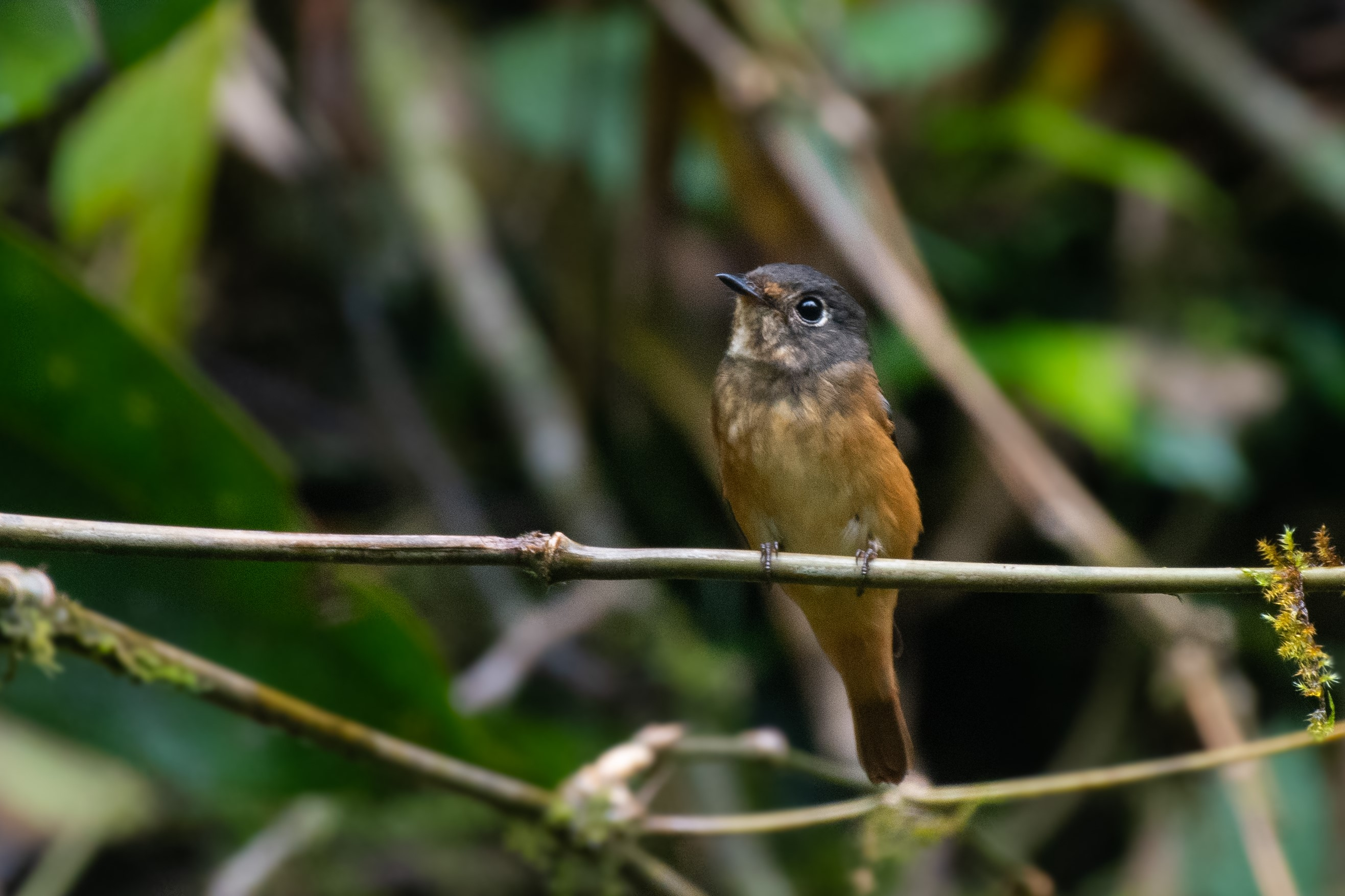
鷹巢野生動物保護區, 阿魯納恰爾邦，印度。